# Pickelhuva

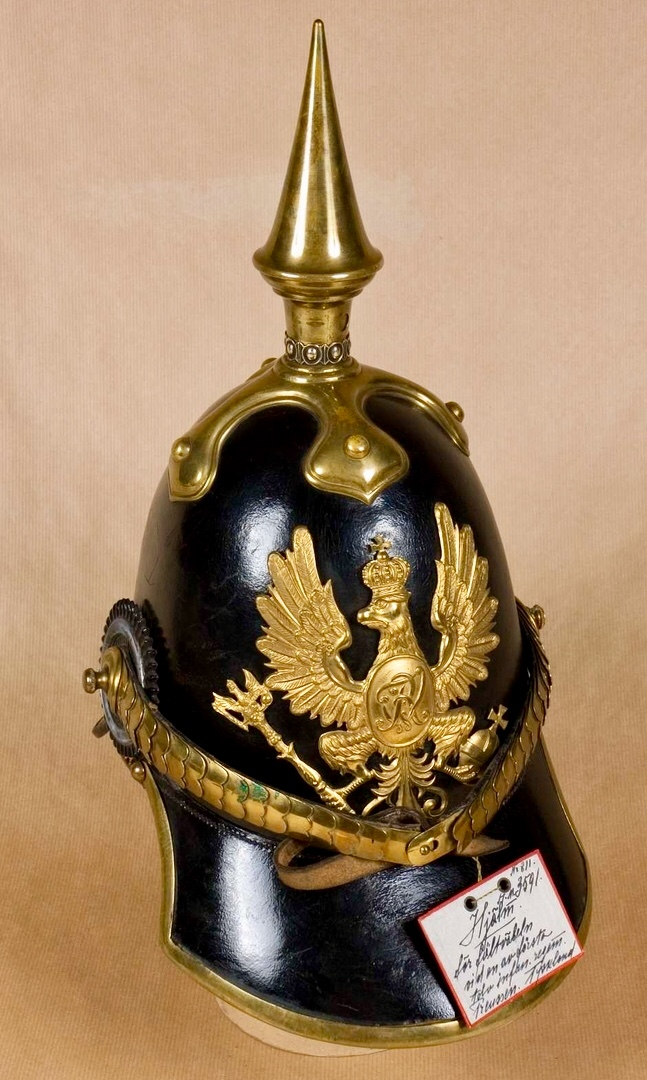
Preussisk pickelhuva av den ursprungliga modellen (m/1842). Observera den höga hjälmklockan. Detta exemplar förvaras på Armémuseum i Stockholm.

Pickelhuva (av tyska: Pickelhaube, ungefär ”pigghuva”) är en typ av hjälm, vanligen i läder, med en karakteristisk metallpigg på toppen.

## Bakgrund
Pickelhuvan infördes ursprungligen i den preussiska armén den 23 oktober 1842, men antogs kort därefter även av Preussens brandkårer och polisstyrkor. Övriga tyska stater införde också hjälmtypen med början i Oldenburg (1843) och till sist av Bayern (1886). Pickelhuvan antogs också av en del civila organisationer i Österrike-Ungern. Originalmodellen var tämligen hög (i genomsnitt 37 cm) men höjden på den preussiska pickelhuvan reducerades successivt 1857 och 1860.
Efter krigserfarenheter under 1800-talet infördes också flera andra förbättringar. Det kejserliga Tysklands artillerister bar en pickelhuva vars pik slutade i en kula. Tyska kyrassiärer bar pickelhuvor helt i metall. De olika tyska delstaternas pickelhuvor skilde sig från varandra då de hade olika dekorerade plåtar på framsidan, med antingen delstatens eller regementets vapen. En del pickelhuvor hade även kokarder i delstatens färger på hjälmens sida.
Inom tyska armén ersattes pickelhuvan från 1916 med en stålhjälm (Stahlhelm) som gav bättre skydd för huvudet. Övertaliga pickelhuvor modifierades och delades ut till de tyska brandkårerna. Efter Första världskriget antog Preussens och andra tyska delstaters poliskårer tschakåer i stället. Många länder införde kopior eller egna varianter av pickelhuvor efter tyskt snitt inklusive Sverige-Norge (1845), Ryssland (1846) rumänska Moldavien (1847), Danmark (1851) och Spanien (1855). Efter den tyska segern i det Fransk-tyska kriget 1871 införde fler länder pickelhuvor inklusive USA (1872), Storbritannien (1878), Portugal (1885), Brasilien (1889), Chile (1890), Argentina (1900) och Mexiko (1910). Pickelhuvor har i någon mån en nutida användning i Sverige, Spanien och en del sydamerikanska länder.

## Bilder

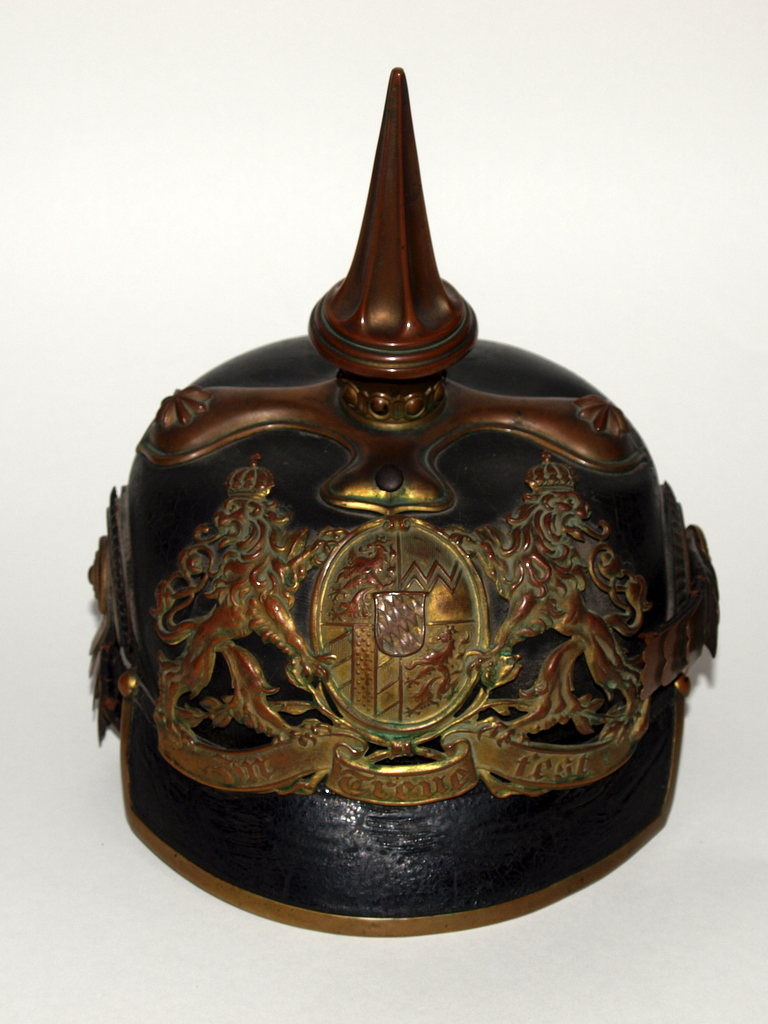
Bayersk pickelhuva.
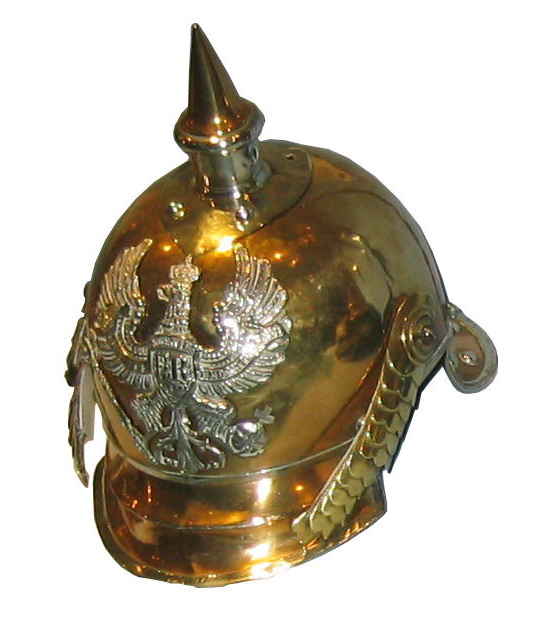
Tysk kyrassiärpickelhuva i metall.
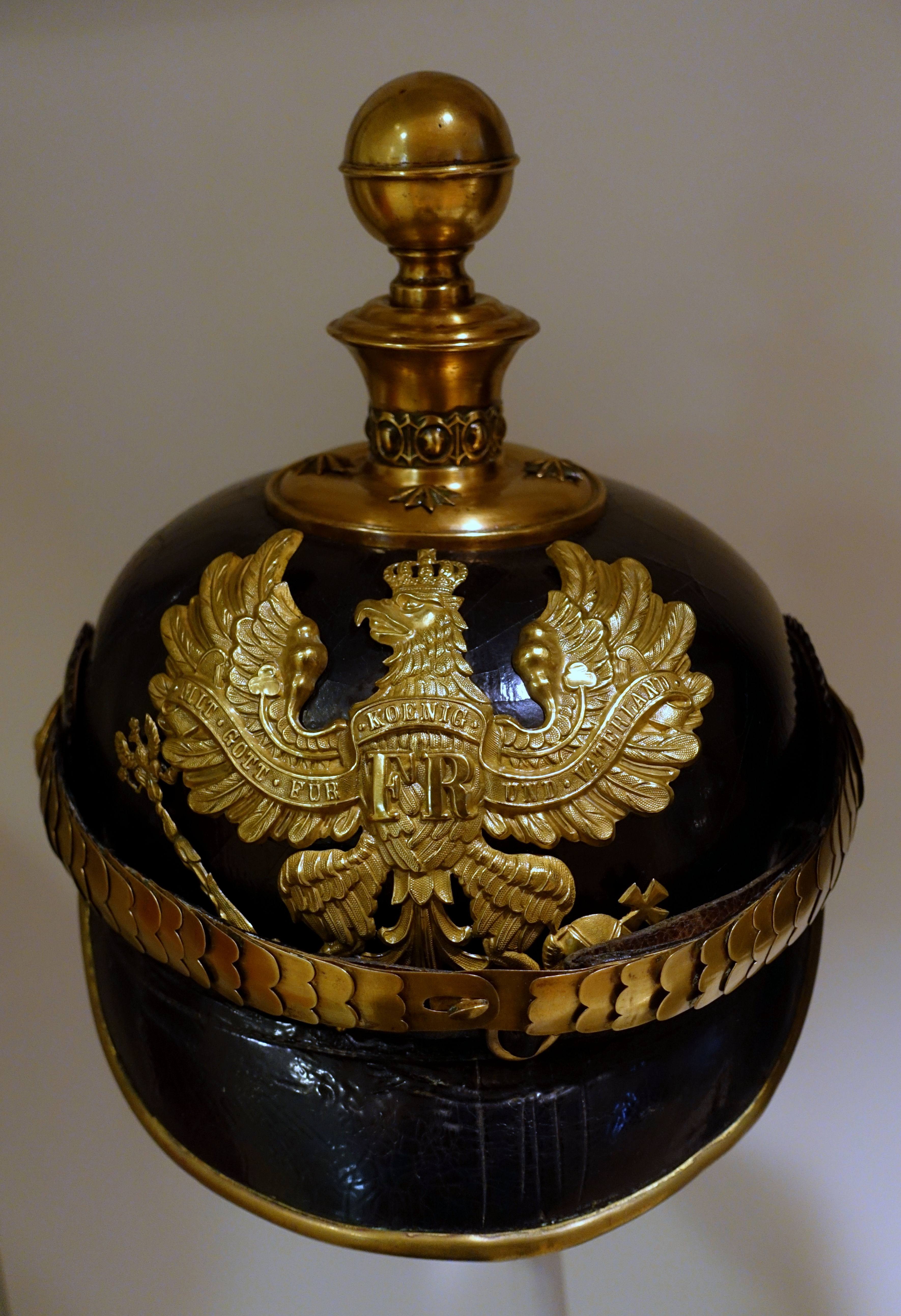
Pickelhuva för officerare vid det preussiska artilleriet.
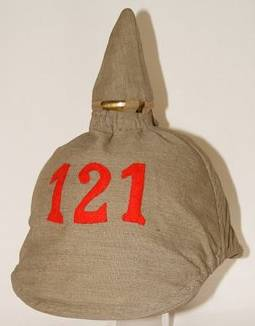
Pickelhuva med skyddsöverdrag.
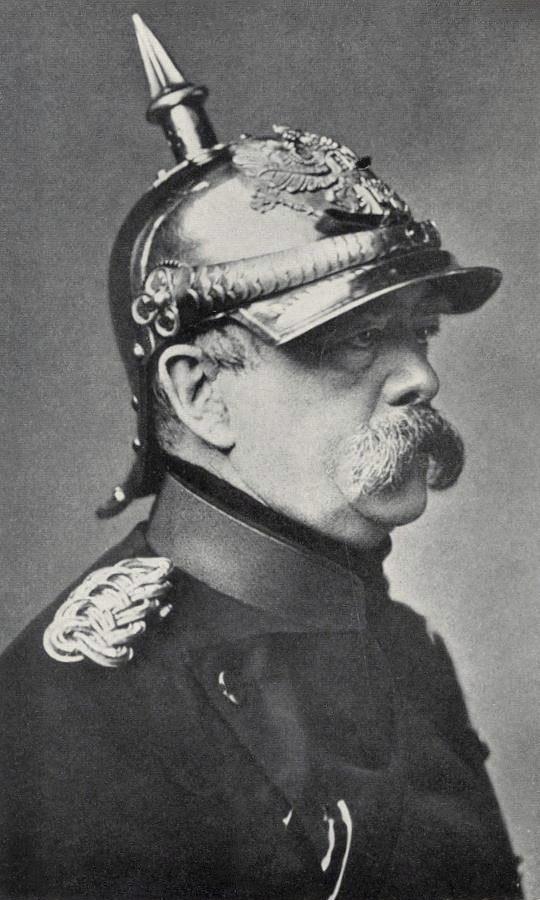
Otto von Bismarck iförd en kyrassiärpickelhuva.
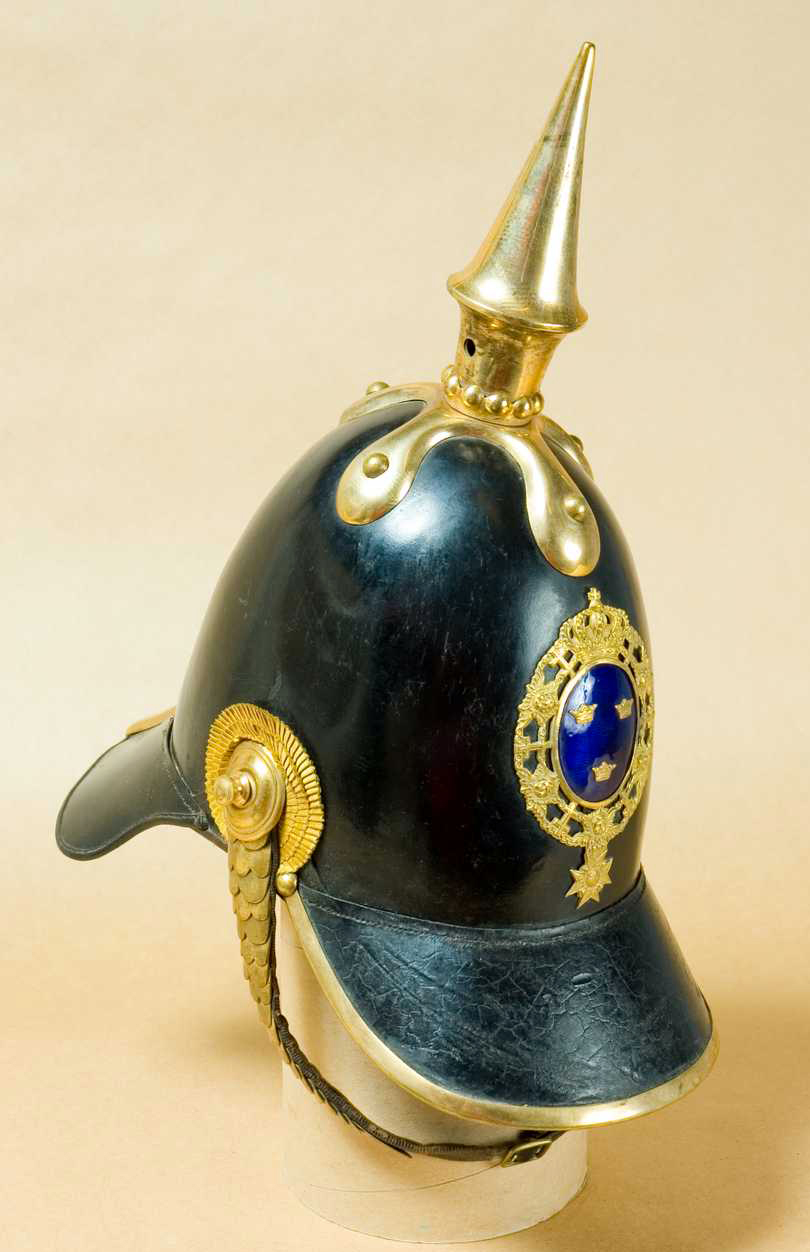
Svensk kask m/1845 för officerare vid infanteriet.

### Skrift
- de Quesada, Alejandro M (2006). Uniforms of the German Soldier: An Illustrated History from 1870 to the First World War. MBI Publishing Company. ISBN 1853677086